# Де Донде, Теофил
Теофил Эрнест де Донде́ (19 августа 1872, Схарбек (недалеко от Брюсселя) — 11 мая 1957, Брюссель) — бельгийский математик и физик, известный своей работой по выявлению корреляций между ньютоновской концепцией химического сродства и концепцией о свободной энергии Гиббса (эта работа была опубликована в 1923 году, принесла автору значительную репутацию).

## Биография
В 1899 году получил докторскую степень по математике и физике, ещё будучи учителем начальной школы Сен-Жиля. Позже преподавал математику в лицее Святого Гиллиса. Одним из его учеников был Раймон Дефай.
После получения докторской степени Де Донде получил грант на учёбу в Париже, где его привлекли «инварианты интеграции» Анри Пуанкаре. По возвращении он был назначен профессором теоретической физики в Брюссельский свободный университет. Закрытие университета во время Первой мировой войны временно прекратило дальнейшее развитие этой области физики. Однако это не помешало ему тайно обучать нескольких студентов, в том числе Франса ван ден Дунгена и Раймона Дефая (1887—1987). В 1918 году университет снова открылся, и Де Донде стал профессором теоретической физики на факультете естественных и прикладных наук своей альма-матер, специализируясь на термодинамике и физической химии.
Чтобы помочь студентам, Де Донде издал курс теории термодинамики для инженеров и создал бельгийскую школу теории относительности (с 1914 года на него повлияли работы Альберта Эйнштейна, и он был горячим сторонником теории относительности). Благодаря поддержке Франса Ван ден Дунгена эти лекции стали основой известной школы термодинамики Ильи Пригожина в Брюсселе.
Так как де Донде поддерживал релятивистские идеи Эйнштейна, его исследования часто включали в себя вариационное исчисление, теорию относительности, электромагнетизм, волновую механику, термодинамику и химическое сродство.
Теофил де Донде одним из первых (с 1916 года) поддерживал переписку с Альбертом Эйнштейном. В 1922 году Де Донде опубликовал работу «La Gravifique Einsteinienne» (перевод с французского: «Эйнштейновская гравитация») в попытке интерпретировать общую теорию относительности в терминах принципов вариации. Однако математические взгляды де Донде часто расходятся с чисто физической интерпретацией А. Эйнштейна.
С 1919 года являлся членом-корреспондентом Королевской академии наук и искусств Бельгии. Был членом-основателем Бельгийского математического общества и с 1924 г. активным участником Сольвеевских конференций (в 1927 году был одним из участников пятой Сольвеевской конференции по физике, которая проходила в Международном институте физики Сольвея в Бельгии).
Теофил де Донде является членом совета Национального фонда научных исследований, а также международного жюри Премии Франки (в 1934 году вместе с Артуром Эддингтоном и Полем Ланжевеном вручал премию Жоржу Леметру). В 1942 году получил звание почетного профессора.
Теофил де Донде был ещё и одаренным музыкантом и сочинил ряд пьес для фортепиано. В 1922 году он подписал петицию о выдвижении Альберта Эйнштейна на присуждение Нобелевской премии (это было сделано для того, чтобы помешать оппозиции Филиппа Ленарда, который был ярым нацистом).

## Связи
Ученики:
- Илья Романович Пригожин (1917—2003)
- Раймон Дефай (1887—1987)
- Морис Нюйенс (1901—1970) — создатель первого электронного микроскопа в Бельгии.
- Леон Ван Хов (1924—1990) — будущий лидер теоретической физики CERN.
- Жак Ван Мигем (1905—1980) — развивал термодинамику и метеорологию
- Жорж Леметр (1894—1966)
- Теофил Лепаж — создал новые приложения внешнего дифференциального исчисления
- Жорж ван Лерберг — вместе с де Донде занимался низкоразмерными системами (электроды, мембраны, каталитические поверхности, микроэмульсии, пленки), исследовали гальванические батареи.

Неоднократно общался с Луи-Виктором де Бройлем (1892—1987), Артуром Эддингтоном (1882—1944), Хендриком Антоном Лоренцем (1853—1928), Вито Вольтерром (1860—1940) и Альбертом Эйнштейном (1879—1955).

## Успехи в математике
Идеи Де Донде положили начало репутации математической школы Брюссельского свободного университета. Новые приложения внешнего дифференциального исчисления созданы Теофилом Лепажем, учеником Теофила Де Донде. Благодаря Анри Пуанкаре, Де Донде развивает новые идеи об интегральном и дифференциальном исчислении, которые имеют неоценимое значение в математике и теоретической физике.
Является лауреатом десятилетней премии по прикладной математике за период 1913—1922 гг.
Отошёл от ранних публикаций (1914) Элвина Кристоффеля (1829—1900), Грегорио Риччи (1853—1925) и Туллио Леви-Чивита (1873—1941).
Жозеф-Мари де Тилли вдохновляет его на новое видение неевклидовой механики.

## Термодинамика
Де Донде развивал новую интерпретацию химического сродства. Несмотря на его пристрастие к фундаментальным физическим теориям и абстрактным математическим интерпретациям, он вышел за рамки второго закона термодинамики и рассматривал сродство, связанное с неравновесностью химической реакции. В следующем десятилетии эта идея получила дальнейшее развитие и, наконец, привела к присуждению Нобелевской премии в 1977 году Илье Пригожину, ученику Теофила де Донде.
Теофил де Донде является основателем брюссельской школы термодинамики необратимых процессов и математической физики, фундаментом которой являются его лекции для студентов инженерных специальностей.

## Память
Считается отцом термодинамики необратимых процессов
В 1958 году в его честь учреждена премия Теофила де Донде.